# Adolfo Castaños
Adolfo Castaños Garrofé (1954-2021) fue un  poeta y escritor español.
Adolfo Castaños fue un poeta, escritor y divulgador de pensamiento libertario, participó activamente en la movilización cultural libertaria que se dio en Cataluña tras la muerte de Franco. Fundador del grupo poético "León Felipe" y una figura relevante en el  Ateneo Enciclopédico Popular tras su recuperación durante la transición española. Fue gran conocedor de la obra poética de autores como Federico García Lorca, León Felipe o Rafael Alberti y estuvo ligado al País Vasco por mediante su relación con la eibarresa Mª Ángeles Igartua llegando a establecerse en la Ciudad Armera por largas temporadas.

## Biografía
Adolfo Castaños Garofé nació el 7 de septiembre de 1954 en Barcelona, en el seno de una familia de exiliados anarquistas. Su educación, tras la escuela y el bachillerato, fue de autodidacta fundamentada en una  búsqueda del conocimiento constante. Comenzó a escribir poesía con diecisiete años y realizó  la primera publicación tres años después. En 1974, se casó con María Ángeles Igartua, con quien haría pareja literaria hasta su muerte. Está relación, al ser María Ángeles Igartua de origen vasco (era nacida en Éibar, Guipúzcoa), lo vinculó con el País Vasco y los movimientos políticos que durante el franquismo y la transición se dieron allí. Tras su jubilación, en 2014, pasaba largas temporadas en Éibar.
Tras su boda con María Ángeles, en 1975 el matrimonio deja Barcelona para trasladase a Madrid, donde Castaños publica su primer libro y comienza a realizar recitales de poesía y encuentros literarios y se vincula al movimiento obrero libertario. En 1981 se mudan a La Coruña para recalar años después de nuevo en Barcelona, donde fundaría con mujer y su hija junto  con compañeros  otros anarquistas un Ateneo libertario de barrio en Barcelona que se mantuvo en activo hasta el año 2010. También fue cofundador del poético León Felipe, que participó y organizó recitales poéticos  por ateneos, hogares de pensionistas, asociaciones de vecinos, casas de okupas, en Barcelona, Salamanca, Madrid, Santander, Zaragoza y Euskadi.
Su obra se vincula a a la generación de poetas del 50, más que a la del 68 que le tocaría por edad, con influencias diversas entre las que destacan figuras como Antonio Machado, Gil de Biedma o Agustín Goytisolo. Escribió poesía y artículos de divulgación cultural en diferentes medios de comunicación.
Falleció en Éibar el martes 9 de marzo de 2021.